# Godfried van Mierlo
Godfried van Mierlo (Mierlo, 2 febbraio 1518 – Deventer, 28 luglio 1587) è stato un vescovo cattolico olandese.

## Biografia
A sedici anni entrò nell'ordine dei Domenicani a 's-Hertogenbosch. Ricevette il dottorato in teologia e divenne provinciale del suo ordine. L'11 dicembre 1570 papa Pio V lo nominò vescovo di Haarlem e abate dell'abbazia di Egmond. L'11 febbraio 1571 fu consacrato ad Anversa e tre mesi dopo prese possesso della Cattedrale di San Bavo. Il 29 maggio 1578, giorno del Corpus Domini, i calvinisti, aiutati dall'esercito dello Stato, invasero la cattedrale, uccisero il pievano e distrussero gli interni.
Il vescovo van Mierlo, sotto mentite spoglie, era già fuggito dalla città. Papa Gregorio XIII lo ricevette a Roma e lo nominò vescovo ausiliare di Münster. Si recò nella diocesi di Deventer, con il compito di riconsacrare tutte le chiese.
Fu sepolto nella chiesa di San Lebuino.

## Genealogia episcopale
La genealogia episcopale è:
- Cardinale Juan Pardo de Tavera
- Cardinale Antoine Perrenot de Granvelle
- Vescovo Frans van de Velde
- Vescovo Godfried van Mierlo, O.P.